# Micaela de Mello
Micaela Rosa de Mello (* 7. März 2000 in Palhoça) ist eine brasilianische Hürdenläuferin, die sich auf die 100-Meter-Distanz spezialisiert hat.

## Sportliche Laufbahn
Erste internationale Erfahrungen sammelte Micaela de Mello im Jahr 2016, als sie bei den U18-Südamerikameisterschaften in Concordia in 13,54 s die Goldmedaille über 100 m Hürden gewann und im 400-Meter-Hürdenlauf in 61,33 s die Silbermedaille gewann. Im Jahr darauf belegte sie bei den U18-Weltmeisterschaften in Nairobi in 13,76 s den siebten Platz über 100 m Hürden und 2018 schied sie bei den U20-Weltmeisterschaften in Tampere mit 13,63 s im Halbfinale aus und verpasste mit der brasilianischen 4-mal-100-Meter-Staffel mit 45,28 s den Finaleinzug. Anschließend gewann sie bei den U23-Südamerikameisterschaften in Cuenca in 3:42,38 min die Silbermedaille in der 4-mal-400-Meter-Staffel hinter dem Team aus Kolumbien. 2019 gewann sie bei den U20-Südamerikameisterschaften in Cali in 13,75 s die Bronzemedaille über 100 m Hürden und anschließend gewann sie auch bei den U20-Panamerikameisterschaften in San José in 13,41 s die Bronzemedaille und belegte in der 4-mal-400-Meter-Staffel in 3:34,52 min auf dem vierten Platz. 2021 klassierte sie sich bei den Südamerikameisterschaften in Guayaquil in 13,75 s auf dem vierten Platz und siegte in 44,91 s gemeinsam mit Vida Caetano, Ana Cláudia Lemos und Ana Azevedo in der 4-mal-100-Meter-Staffel. Im Dezember belegte sie dann bei den erstmals ausgetragenen Panamerikanischen Juniorenspielen in Cali in 13,51 s den vierten Platz. 2022 nahm sie an den Südamerikaspielen in Asunción teil und gewann dort in 13,69 s die Silbermedaille hinter der Venezolanerin Yoveinny Mota. Zudem sicherte sie sich in 45,43 s gemeinsam mit Vida Caetano, Ana Azevedo und Gabriela Mourão die Bronzemedaille hinter den Teams aus Kolumbien und Chile.
2023 gewann sie bei den Südamerikameisterschaften in São Paulo in 13,34 s die Silbermedaille hinter ihrer Landsfrau Caroline Tomaz. 2025 erreichte sie bei den Hallenweltmeisterschaften in Nanjing das Halbfinale im 60-Meter-Hürdenlauf und wurde dort disqualifiziert.
In den Jahren 2022 und 2024 wurde de Mello brasilianische Meisterin im 100-Meter-Hürdenlauf.

## Persönliche Bestzeiten
- 100 m Hürden: 12,85 s (+1,9 m/s), 23. Mai 2024 in Fayetteville
  - 60 m Hürden (Halle): 8,00 s, 22. Februar 2025 in Spokane (brasilianischer Rekord)
- 400 m Hürden: 60,35 s, 9. September 2018 in Caçador